# Восточный (Щербиновский район)
Восто́чный — посёлок в Щербиновском районе Краснодарского края России.
Входит в состав Щербиновского сельского поселения.

## География
Посёлок расположен в 4 км восточнее административного центра поселения — посёлка Щербиновского.
В посёлке три улицы: Калинина, Степная, и Ф. Энгельса.

## Население
| 2002 | 2010 |
| ---- | ---- |
| 321  | ↘290 |

## Инфраструктура
Путевое хозяйство. Действует железнодорожная платформа Восточный.

## Транспорт
Автомобильный и железнодорожный транспорт.